# (518) Халва
(518) Халва́ (лат. Halawe) — астероид главного пояса, который был открыт 20 октября 1903 года американским астрономом Раймондом Дуганом в обсерватории Хайдельберг и назван в честь одноимённого кондитерского изделия, очень любимого открывателем астероида.

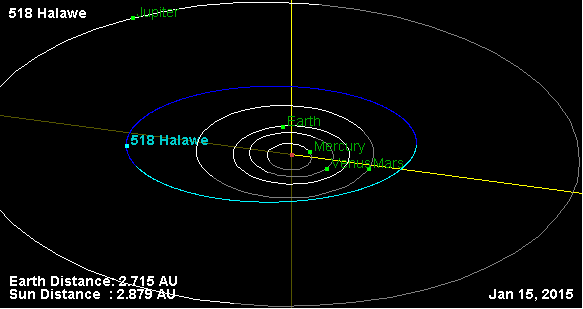
Орбита астероида Халва и его положение в Солнечной системе